# Acer tauricola
Acer tauricola é uma espécie de árvore do gênero Acer, pertencente à família Aceraceae.